# ناوبر

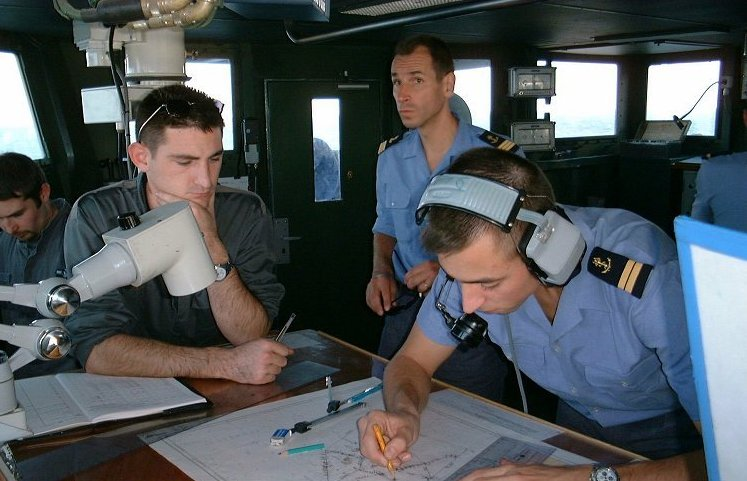
ناوبری دریایی، نیروی دریایی فرانسه

ناوبر شخصی است در درون کشتی یا هواپیما که مسئولیت ناوبری را برعهده دارد. مسئولیت اصلی هدایتگر این است که از موقعیت کشتی یا هواپیما در هر زمانی آگاه باشد. از جمله مسئولیت‌های ناوبر برنامه‌ریزی سفر، دادن نظر به ناخدا یا فرماندهٔ هواپیما در مورد زمان تخمینی رسیدن به مقصد در طی مسیر، و اجتناب از خطرات است.